# Kanton Valentigney
Kanton Valentigney (francouzsky Canton de Valentigney) je francouzský kanton v departementu Doubs v regionu Franche-Comté. Tvoří ho tři obce.

## Obce kantonu
- Mandeure
- Valentigney
- Voujeaucourt